# Apagão no sul de Portugal em 2000

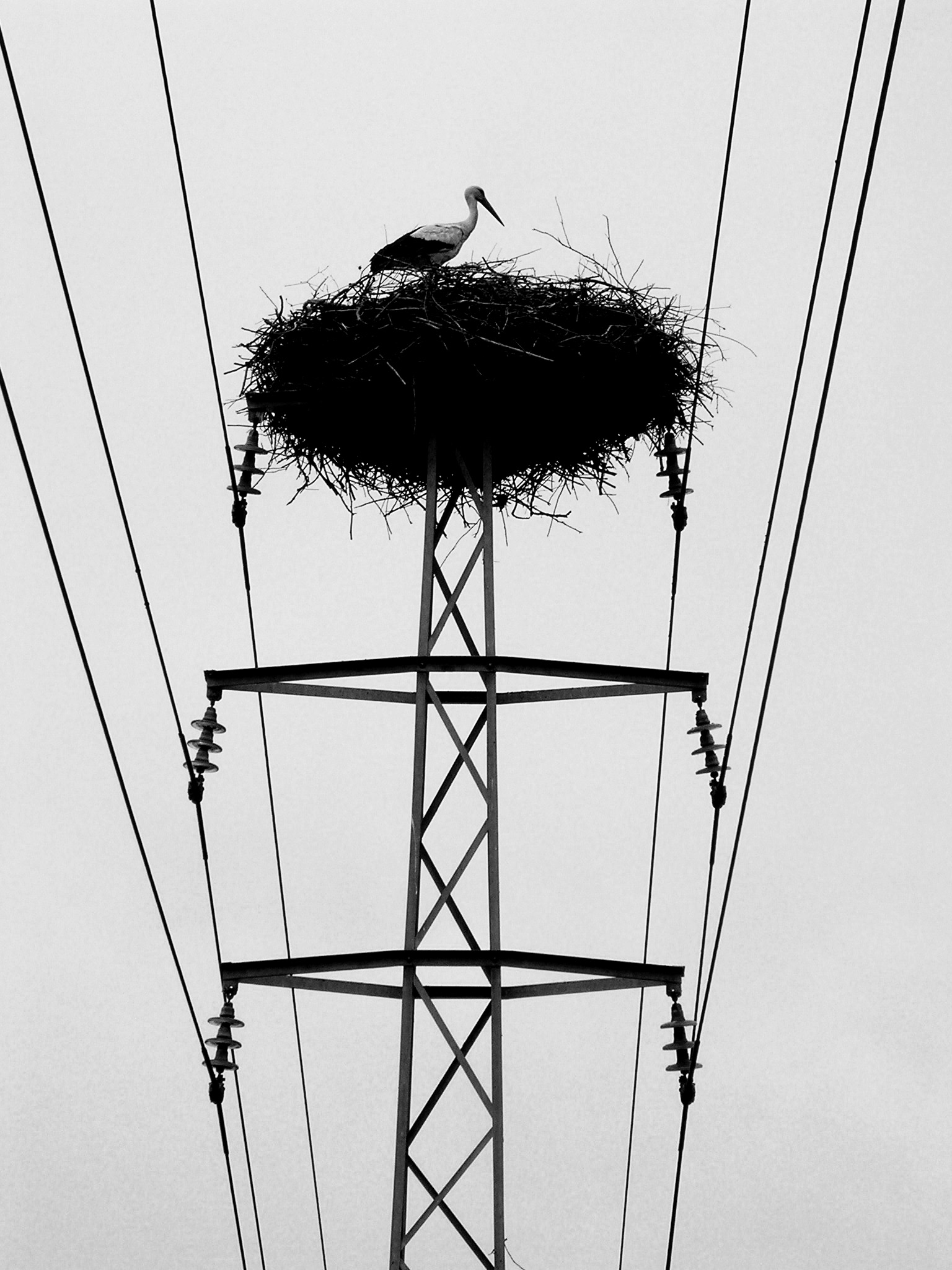
As cegonhas, como a que causou o Apagão no sul de Portugal em 2000, muitas vezes fazem os seus ninhos em apoios de alta tensão.

O apagão no Sul de Portugal em 2000 foi um importante apagão que deixou a metade sul do país, incluindo Lisboa, sem energia eléctrica durante duas horas. Ocorreu pouco depois das 22:00 (hora local) no dia 9 de Maio de 2000. O apagão deixou a capital Lisboa na completa escuridão[carece de fontes?]. Imediatamente foi reforçada a segurança policial na cidade[carece de fontes?], mas não se detectou nenhum aumento da actividade criminal[carece de fontes?].
A EDP, a principal companhia eléctrica portuguesa, informou mais tarde que a causa do apagão foi a eletrocussão de uma cegonha que embateu numa linha de Alta Tensão em Lavos, na Figueira da Foz. Como resultado, esta história apareceu na secção de curiosidades de alguns jornais europeus[carece de fontes?].